# ホライゾンジャパンインターナショナルスクール
ホライゾンジャパンインターナショナルスクール（英: Horizon Japan International School, 略称：HJIS）は、神奈川県横浜市神奈川区にあるインターナショナル・スクール。就学年次は2歳児から18歳まで（プレスクールから高等学校まで）。国際バカロレア（IB）に準拠した教育が提供されている。

## 沿革
2003年にプレスクールから12年生までの課程を提供するインターナショナル・スクールとして設立された。2019年には校舎を横浜市鶴見区東寺尾から神奈川区大野町（ポートサイド地区）に新築移転した。新校舎所在地については「ポートサイド地区#YCAT跡地の開発」も参照。